# Biserica San Giorgio dei Greci din Veneția

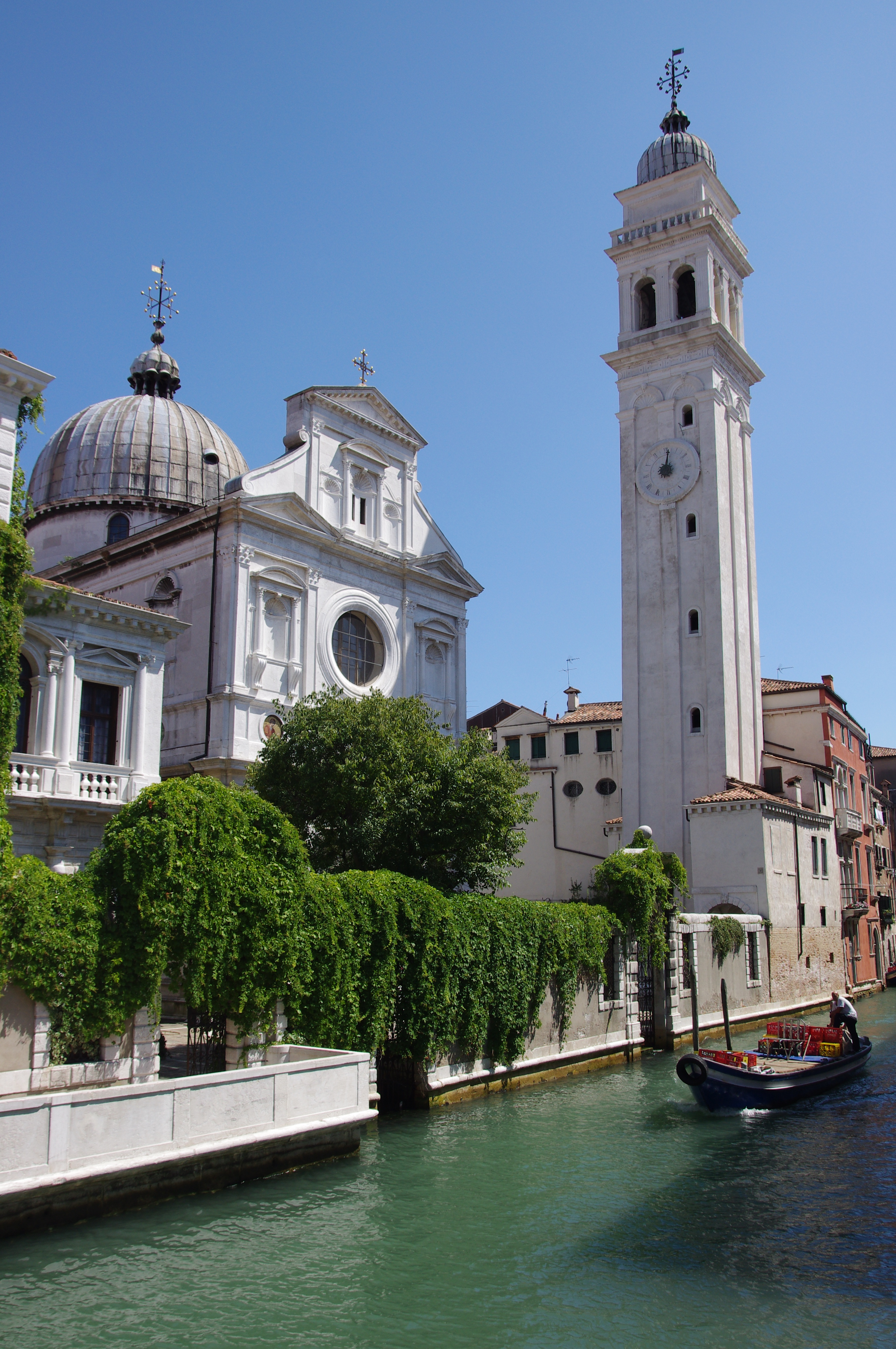
Biserica San Giorgio dei Greci şi campanila sa, văzute de pe canalul Rio dei Greci.

Biserica San Giorgio dei Greci (în greacă Άγιος Γεώργιος των Ελλήνων, în italiană Chiesa di San Giorgio dei Greci) ("Biserica Sfântul Gheorghe al Grecilor") este un lăcaș de cult ortodox situat în sestiere Castello al orașului italian Veneția, în apropiere de Biserica San Zaccaria. Aici a fost centrul Scuola dei Greci, confreria grecilor din Veneția.
Biserica este folosită drept catedrală a Arhiepiscopiei Ortodoxe din Italia și Malta (din jurisdicția canonică a Patriarhiei Constantinopolului), dar aparține Institutului Elen și, prin urmare, statului grec.

## Istoric
Veneția a cunoscut dintotdeauna prezența grecilor, fiind un port comercial aflat în legătură continuă cu Imperiul Bizantin. După victoriile lui Orhan Gazi, Murad I și Baiazid I, mulți greci au migrat între 1400 și 1437 la Veneția. Un al doilea val a urmat în 1453, după căderea Constantinopolului sub Mehmed al II-lea și prăbușirea imperiului, când un număr semnificativ de greci ortodocși au căutat refugiu în oraș lagunar. Timp de secole, în ciuda legăturilor strânse ale Veneției cu lumea bizantină, celebrarea de slujbe religioase în ritul greco-ortodox nu a fost permisă în Veneția. 
Dat fiind numărul mare de greci ortodocși, s-a impus necesitatea construirii unei biserici. S-a dispus atunci ca toți grecii să-și celebreze slujbele religioase în capela dedicată Sfintei Ursula din apropiere de San Zanipolo. 
La început, le-a fost acordat un spațiu în Biserica San Biagio, apoi în 1498 Republica Venețiană a acordat comunității grecești permisiunea de a fonda Scuola de San Nicolò dei Greci, în cinstea Sf. Nicolae de Mira Lichiei (patronul spiritual al comunității). Această confrerie i-a ajutat pe membrii comunității.
În 1539, după negocieri prelungite, papalitatea a permis construirea bisericii San Giorgio pe o parcelă de pământ obținută în 1526 în parohia Sant'Antonino, lucrările fiind finanțate printr-o taxă impusă tuturor navelor din lumea ortodoxă, precum și prin contribuții din partea comunității grecești din Veneția. Costul de construcție s-a ridicat la 18.000 de ducați.
Construcția bisericii, în stil renascentist târziu, a fost începută de arhitectul Sante Lombardo, fiind continuată din 1548 de Giannantonio Chiona și finalizată în 1561. Lăcașul de cult a fost sfințit în 1564. Exteriorul clădirii a fost terminat în cele din urmă în 1571 cu construcția cupolei. Turnul clopotniță a fost construit în perioada 1587-1603 de către arhitectul Bernardo Ongarin.
Biserica a fost sediul unui mitropolit care a purtat titlul de Filadelfia, după numele unui oraș biblic din Asia Mică. De-a lungul istoriei sale, comunitatea greacă  a oscilat între tentația de unire și legăturile strânse cu Ortodoxia. Nu este o coincidență faptul că aceste tensiuni alternante pot fi văzute în stilul arhitectonic al bisericii. Scriitorul și omul de cultură francez francez André Malraux (1901-1976) considera această biserică ca fiind una dintre cele mai frumoase creații bizantine pe care le-a văzut vreodată. 
Biserica a început să fie folosită în 1573, avându-l ca preot pe ieromonahul Gabriel Sévèros care va deveni apoi mitropolit al Fildelfiei.
Lângă biserică se afla Școala Flanginiană, care adăpostește astăzi Institutul Grec de Studii Bizantine și Postbizantine din Veneția și Muzeul de icoane bizantine și post-bizantine din Veneția.

## Descriere

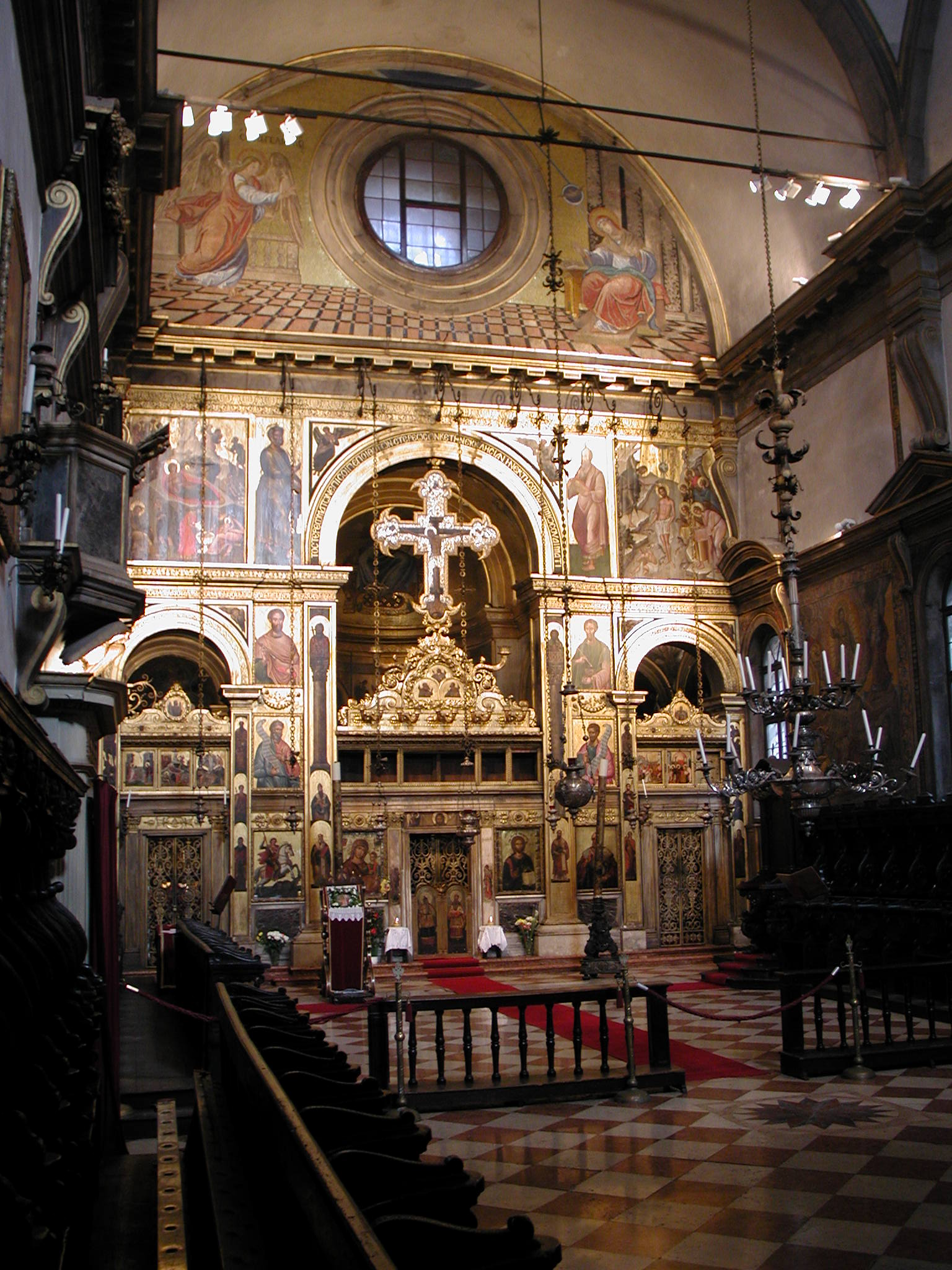
Interior

Interiorul are o structură cu o singură navă și este acoperit cu fresce de Giovanni din Cipru (sub supravegherea lui Tintoretto), cu cor de lemn, datând din perioada 1574-1577, de-a lungul pereților laterali și un amvon realizat de Giovanni Grapiglia din 1597. În fața amvonului se află cenotaful arhiepiscopului Gabriele Seviros de Filadelfia, care a murit în 1616, o lucrare timpurie a arhitectului Baldassare Longhena din 1619. 
Pictorul cretan Mihail Damaskinos a pictat cea mai mare parte a iconostasului și cupola bisericii în frescă cu Judecata de Apoi (1589-1593), în timp ce Emanuele Tzane-Buniales, preot și hagiograf din insula Creta, a pictat frescele sfinților Simeon și Alipie, pustnici ascetici, deasupra pilaștrilor. Chiar și în naos este o frescă a lui Mihail Damaskinos (Apostoli și Sfinți greci), pe absida mică de deasupra altarului, în timp ce absida și arcul sunt acoperite cu mozaicuri din secolul al XVII-lea realizate de Tommaso Bathas. Există, de asemenea, multe alte picturi (Înălțarea Domnului de Giovanni din Cipru; masa Cina cea de Taină a cretanului Benedetto Emporios; Așezarea în mormânt  de Mihail Damaskinos).
Pe unul din pereții capelei în care se află altarul unde se pregătește împărtășania este o icoană a Fecioarei cu veșminte argintate, care a fost adusă la Veneția de la Constantinopol după căderea Imperiului Roman de Răsărit în 1453. Lucrarea datează din secolele XIII-XIV și este cea mai veche icoană păstrată în biserică.
Iconostasul a fost realizat de meșterii Kyprios, Tommaso Bathas, Benedetto Emporios și Mihail Damaskinos. El conține decorațiuni de marmură, iar majoritatea picturilor (sfinții și cele douăsprezece praznicuri împărătești de pe arhitravă) au fost realizate de pictorul cretan Mihail Damaskinos. Iconostasul este surmontat de un Hristos Pantocrator al unui anonim bizantin, datând de la sfârșitul secolului al XIV-lea și amplasat în centru și de o serie de picturi ale școlii grecești din secolul al XVIII-lea de o parte și de alta a stâlpilor.
Biserica are un pupitru din 1663 confecționat din carapace de broască țestoasă și sidef și patru candelabre de bronz din secolul al XVII-lea.